# Linia kolejowa Arras – Dunkerque
Linia kolejowa Arras – Dunkierka – francuska linia kolejowa łącząca Arras z Dunkierką. Jest to linia dwutorowa, zelektryfikowana o długości 113 km.

## Historia
Linia została wybudowana w dwóch etapach. W 1848 roku wybudowana odcinek od skrzyżowania z linią Lille – Fontinettes w Hazebrouck do Dunkierki. Odcinek od Arras do Hazebrouck został otwarty w 1861 roku, a linia stała się częścią trasy dla pociągów między Paryżem i Londynem przez Calais do czasu wybudowania linii Boulogne – Calais w 1867 roku.